# 佐藤謙介 (ドラマー)
佐藤 謙介（さとう けんすけ）は日本のドラマー及び、ドラムテクニシャン。踊ってばかりの国の旧メンバー。岡山県出身。血液型はO型。シンバルメーカーZildjianのエンドーサー。

## 略歴
神戸芸術工科大学卒。当初はギターを弾いていたが、20歳でドラムに転向。
2008年から2015年11月まで踊ってばかりの国のメンバーとして活動。当初は“ギフト券”という名義を使用していた。
その活動と並行して他ミュージシャンのサポートやドラムテクニシャンで参加し、髭やパスピエ、paionia、井乃頭蓄音団、OsOssos、go!go!vanillas、Helsinki Lambda Clubなどの作品やライブに関わる。
2025年8月、KUROGO名義でソロ活動開始。アルバム「The Voyeur」をリリース。

## ライブサポート歴
- 髭（HiGE）

2013年から2019年までほぼすべてのライブに参加。
- パスピエ

2017年のやおたくや脱退以降の大半のライブに参加。
- paionia

2018年から前任の中村一太と入れ替わる形でほぼすべてのライブに参加。
- 永原真夏
- naomi paris tokyo

Jan and naomiのnaomiのソロ活動。2022年以降参加。
- 井乃頭蓄音団

2018年から参加。
- OsOssos

メンバーの脱退に伴い、2020年からサポート。
- Helsinki Lambda Club

BAYCAMP2018でサポート。
- 垂水秀人
- KOTORI

2019年3月に行われたライブ3本に参加。

## 主なレコーディング参加作品
- 踊ってばかりの国
  - 『おやすみなさい歌唄い』
  - 『Good bye,Girlfriend』
  - 『悪魔の子供』
  - 『アタマカラダ』
  - 『SEBULBA』
  - 『世界が見たい』
  - 『FLOWER』
  - 『踊ってばかりの国』
  - 『サイケデリアレディ』
  - 『Songs』
- 髭（HiGE）
  - 『QUEENS,DANKE SHOEN PAPA!』
  - 『ROCK AND SYMPATHY-tribute to the pillows-』（M13）
  - 『ねむらない』
  - 『すげーすげー』(M5を除く)
  - 『STRAWBERRY ANNIVERSARY』
- パスピエ
  - アルバム・ミニアルバム
    - 『カリギュラ』(M1,6)
    - 『あちゃらか』(M3,4,6,7,8)
    - 『OTONARIさん』(M5,7)
    - 『ネオンと虎』
    - 『more humor』- 音源に加え、初回限定盤に付属するDVD収録のライブ映像でも演奏で参加。
    - 『Thank you, ROCK BANDS! 〜UNISON SQUARE GARDEN 15th Anniversary Tribute Album〜』(M7)
    - 『synonym』 -初回限定盤に付属するBlu-ray収録のライブ映像にのみ出演。
    - 『ニュイ』 (M2,3,4,5,6,9)-音源に加え、初回限定盤に付属するBlu-ray収録のライブ映像でも演奏・副音声で参加。
    - 『ukabubaku』 (M1,3,4,9)-音源に加え、初回限定盤に付属するBlu-ray収録のライブ映像でも演奏で参加。

  - 配信シングル
    - 『避雷針』
    - 『影たちぬ』
    - 『ミュージック』
    - 『アンダスタンディング』
    - 『言わなきゃ』
    - 『見世物』
    - 『4×4』
    - 『微熱』
    - 『発色』
    - 『GOKKO』
- 塩入冬湖
  - 『大天国』（M3、５）
- 井乃頭蓄音団
  - 『INOTOPIA』
  - 『魚とあなた』
- paionia
  - アルバム等
    - 『Live Album「Our Soul Music Based On Your Health：Live』
    - 『Pre Normal』　
    - 『魂とヘルシー』(配信シングル集)
    - 『PRODUCT』

  - 配信シングル
    - 『きれいすぎた/ bed』
    - 『いまだにクリスマス』
    - 『帰るところ』
    - 『僕らの音が苦』
    - 『骨』
    - 『みんな言えないでいる』
    - 『1988』
    - 『凡人の光』
    - 『鏡には真反対』
    - 『今にとって』
    - 『金属に近い』
    - 『終わらない歌が終わる日』
    - 『手動』
    - 『小さな掌』
    - 『わすれもの』
    - 『現代音楽』
- jan and naomi
  - 『YES』
  - 『Fracture』
- naomi paris tokyo（jan and naomi）
  - 『21SS』（M2、M4）
- KOTORI
  - 『CLEAR』（M1、M4、M6）
- 垂水秀人
  - 『CDR-1』
  - 『ムーの月』
  - 『Domitory』
  - 『Railroad』
- ジョニー佐藤（井乃頭蓄音団）
  - 『GOLDEN SWAMP』
- ヒロヒサカトー（井乃頭蓄音団）
  - 『Befor Light, After Light』
- 横山優也（KOTORI）
  - 『HITORI』

## 主なドラムテック参加作品
レコーディング作品を中心に、多くのバンドに参加。
また、ライブにおけるドラムテックを担当しているアーティストもいる。
- 赤色のグリッター
  - 『傘から見た景色』
  - 『未来飛行機』
  - 『世界は赤色』
- 或る感覚
  - 『バイタルリスペクト』
- 井乃頭蓄音団
  - 『MAHOROBA』
- 渦
  - 『ゴーグル1』
- エルモア・スコッティーズ
  - 『samsara』
- Ålborg
  - 『Memory』
  - 『Change』
- kao
  - 『telepath』
  - 『plot』
- key poor diary
  - 『花火』
- kurayamisaka
  - 『jitensha』
- Dead By Inches
  - 『Florida』
  - 『Tokiko』
- Cat Food Salmons
  - 『Aoharu Goes On』
- go!go!vanillas
  - 『PANDRA』
  - 『お子様プレート』
  - 『鏡 e.p.』
  - 『アメイジングレース』
  - 『No.999』
  - 『THE WORLD』
  - 『LIFE IS BEAUTIFUL』
  - 『青いの。』
  - 『ペンペン』
  - 『FLOWERS』
  - 『Two of Us.林萌々子』
- KOTORI
  - 『KOTORI』
  - 『東京』
  - 『 Heartbeat』
  - 『DAWN』
  - 『秘密』
  - 『Good Luck』
  - 『こころ』
  - 『ツバメ』
  - 『GOLD』
  - 『We Are The Future』
  - 『HANE』
  - 『tokyo』
  - 『kike』
  - 『YELLOW』
  - 『RED』
  - 『GREEN』
  - 『CLEAR』
  - 『REVIVAL』
  - 『FAM』small indies tableコンピレーション
- 笹川真生
  - 『異邦人』
  - 『日本の九月の気層です』
  - 『食虫植物』
  - 『ためらいあいいたい』
  - 『うろんなひと』
  - 『サニーサイドへようこそ』
- 時速36km
  - 『輝きの中に立っている』
  - 『サテライト』
- Japanese Baseball
  - 『Japanese Baseball-EP-』
- shuto
  - 『off』
  - 『day weak month』
- 眞名子  新
  - 『出自』
  - 『健康』
  - 『ラジオ』
- せだい
  - 『ZeroGravity/Roadmovie』
  - 『Underground』(M6)
- The Songbards
  - 『AUGURIES』
  - 『SOLITUDE』
  - 『窓に射す光のように』
  - 『2076』
  - 『Grow Old With Us』
- 鉄風東京
  - 『Our Seasons Our Lovers』
  - 『Dazzling!』
  - 『Sing Alone』
  - 『スプリング』
  - 『TEARS』
  - 『遙か鳥は大空を征く』
  - 『BORN』
  - 『FLYING SON』
  - 『From』
- NOWEATHER
  - 『誰も君を止めない』
  - 『オーバードライブ』
  - 『さよなら恋人』
- NITRODAY
  - 『少年たちの予感』
- never young beach
  - 『famfam』
  - 『夏のドキドキ/夢であえたら』
- pavilon
  - 『Hit-or-Miss』
  - 『Moonsault』
- HARUMA
  - 『夢を見た少年』
- Hammer Head Shark
  - 『たからもの』
- プププランド
  - 『Wake Up&The Light My Fire』
  - 『cry!cry!cry!』
- フレンズ
  - 『ベビー誕生』
- betcover!! -一部ライブにおけるドラムテックにも参加。
  - 『時間』
  - 『海豚少年/ゆめみちゃった』
  - 『決壊』
  - 『異星人』
  - 『中学生』
  - 『NOBORU』
  - 『告白』
  - 『卵』
  - 『馬』
- Helsinki Lambda Club
  - 『Tourist』
  - 『split』
- polly
  - 『哀余る』
  - 『愴』
  - 『想』
- 街人
  - 『ロックバンドになって』
  - 『FAM』small indies tableコンピレーション
- mabuta
  - 『LANDMARK』
- yubiori×Acle
  - 『under a cloud』
- yubiori
  - 『つづく』
  - 『yubiori』(M1,9,11)
- THE ラブ人間
  - 『電波.ep』
  - 『21世紀"楽勝"宣言.ep』
- 理芽
  - 『狂えない』
- left
  - 『夜の終わり』
- 私立恵比寿中学
  - 『私立恵比寿中学』（M9）-笹川真生が編曲を担当した「宇宙は砂時計」に参加。作曲はキタニタツヤ。
- kamisado
  - 『WAGON TRACK』
  - 『HELLO,NEW WORLD』
- ミノタウロス
  - 『音楽家が語る評論』
  - 『評論家が作る音楽』
- totemぽぉる
  - 『LOVE』
- NEE
  - 『ばっどくらい』
  - 『泣いとけばよかった』
- Wanna-Gonna
  - 『In The Right Place』
  - 『NEW TOWN』

## 雑誌関連
- リズム&ドラムマガジン（2020年10月号） 50人のプロドラマーが選ぶ"自分のプレイスタイルを形成した3作品"アンケート
- リズム&ドラムマガジン（2020年7月号）100人のプロ・ドラマーが選んだ“今、最もライヴを見たい日本のドラマー”／“演奏力の高い日本のバンド”アンケート
- リズム&ドラムマガジン（2018年12月号）"無人島スネア"コーナー
- 髭 10th Anniversary book『素敵な闇』（2014年）
- fishmans『公式版 すばらしいフィッシュマンズの本』（2010年）

## メディア関連
- 集英社マンガアートヘリテージトーキョーギャラリー 久保帯人「BLEACH / black, blank & bleed」展 Teaser Movie.（2024年）
- テレビ東京「音流～On Ryu～」 出演：踊ってばかりの国（2011年、2012年）
- 日本中央競馬協会（JRA） G1レース「天皇賞（秋）」TVCM（2013年、演奏のみ）
- テレビ東京「音流～On Ryu～」 出演： 髭(HiGE)  （2013年）
- TBS「ライブB♪」出演：髭（HiGE）（2013年）
- フジテレビ「FACTORY LIVE 0406」出演：髭（HiGE）（2013年）
- 名古屋テレビ「BOMBER-E」 LIVE  出演 : 髭(HiGE) （2017年）
- J-WAVE「SONOR MUSIC」出演：パスピエ（2018年4月2日出演、ライブ演奏・トーク）
- TBSラジオ「アフター6ジャンクション」出演：パスピエ（2018年6月19日出演、ライブ演奏・トーク）
- NHK Eテレ「みいつけた！さん」番組楽曲『わーわーわー〜はじめてウソ』（2021年、楽曲演奏）
- エフエム長崎「GO!GO! JETT RADIO」（2021年6月5日/12日出演、トークゲスト）
- Netflix オリジナル映画「彼女」劇伴（2021年）